# Tyrannosaurus Hives
Tyrannosaurus Hives è un album del gruppo garage punk svedese The Hives, pubblicato nel 2004 dalla Interscope Records.

## Tracce
1. Abra Cadaver – 1:33
2. Two-Timing Touch and Broken Bones – 2:00
3. Walk Idiot Walk – 3:31
4. No Pun Intended – 2:20
5. A Little More for Little You – 2:58
6. B Is for Brutus – 2:36
7. See Through Head – 2:21
8. Diabolic Scheme – 3:00
9. Missing Link – 1:56
10. Love in Plaster – 3:11
11. Dead Quote Olympics – 1:59
12. Antidote – 2:29